# 宋逸民
宋逸民（1967年11月6日—）台灣男演員、歌手，與其弟宋達民為雙胞胎兄弟。2020年兩兄弟先後都成為牧師，也曾活躍於民視戲劇。
早期拍攝電視劇、電影、偶像劇，亦曾發行唱片。近年擔任基督新教類型機構台灣藝起發光促進協會理事長，2020年建立台灣藝起發光促進協會新堂，於同年2月29日成為牧師。

## 生平
1967年11月6日上午9時35分出生，比弟弟宋達民早15分鐘，是雙胞胎中的哥哥。畢業後進入演藝圈，是影視歌三棲藝人，並參與電視劇、學生電影、甚至紅遍談話性節目、加入民視後主要拍攝台語鄉土劇，在兩岸電視台皆有不少作品，2006年10月29日受弟弟影響，受洗成為基督徒，並於2011年－2019年多次舉辦創下超過百位藝人共同參與的愛在四月天大型福音音樂會，帶領演藝圈藝人從事社會公益及福音宣教的工作，攻讀中華福音神學院，現為『藝起發光促進協會』牧師。
2020年睽違30年再度演出電影《練愛iNG》。

## 個人生活
歷經八年愛情長跑，陳維齡於2003年1月4日結婚。（曾與妻子一同出演特別客串電視劇《秋天的童話》，以及演出《台灣靈異事件》中的單元）

## 電視劇
| 年份   | 頻道 | 劇名                  | 角色         | 性質             |
| 1986年 | 台視 | 我心深處              | 陳智培       |                  |
| 1987年 | 台視 | 勇者的奮鬥            | 陳智培       |                  |
| 1992年 | 中視 | 梅花烙                | 小寇子       |                  |
| 1993年 | 華視 | 包青天                | 單平         |                  |
| 1994年 | 華視 | 路長情更長            | 孟達偉       |                  |
| 1994年 | 華視 | 唐太宗李世民          | 李承乾       |                  |
| 1997年 | 華視 | 台灣靈異事件─倩女幽魂 | 許富成       | 單元男主角       |
| 1998年 | 華視 | 折翼天使              | 陈聪明       |                  |
| 1998年 | 民視 | 大脚阿妈              | 林忠义       |                  |
| 1999年 | 華視 | 土地公传奇─为善最乐   | 刘德志       | 單元男主角       |
| 1999年 | 華視 | 台灣靈異事件─槓頂開花 | 林忠正       | 單元男主角       |
| 1999年 | 民視 | 富贵在天              | 林俊         |                  |
| 1999年 | 超視 | 一千个秋天            | 許承恩       |                  |
| 2000年 | 華視 | 台灣靈異事件─騙王之王 | 王小龍       | 單元男主角       |
| 2000年 | 民視 | 將心比心              | 賴明俊       | 第二代第二男主角 |
| 2001年 | 民視 | 金枝玉叶              | 阿国         |                  |
| 2001年 | 民視 | 情义                  | 林俊生       | 第三男主角       |
| 2002年 | 民視 | 世间路                | 王光远       | 第三男主角       |
| 2002年 | 民視 | 双面教父              | 李铭         | 第二男主角       |
| 2003年 | 民視 | 青龍好漢              | 江天保       | 第二男主角       |
| 2003年 | 華視 | 双响炮                | 潘迪生       | 客串             |
| 2004年 | 民視 | 慾望人生              | 林盛昌       | 第二代第二男主角 |
| 2005年 | 華視 | 生命的太阳            | 宋忠义       | 第一男主角       |
| 2006年 | 華視 | 天长地久              | 李再生       |                  |
| 2006年 | 華視 | 宝岛少女成功记        | 林庆山       |                  |
| 2006年 | 民視 | 爱                    | 罗安平       | 第二男主角       |
| 2007年 | 民視 | 济公                  | 牛精         |                  |
| 2008年 | 民視 | 娘家                  | 杨俊贤       | 第二男主角       |
| 2011年 | 民視 | 父與子                | 林東江       |                  |
| 2014年 | 民視 | 龍飛鳳舞              | 陳俊英(辭演) | 第二男主角       |

## 電影
| 年 份  | 片 名            | 飾 演  |
| ------ | ---------------- | ------ |
| 1985年 | 校園檔案         |        |
| 1986年 | 瘋狂大家樂       | 羅八德 |
| 1987年 | 金水嬸           |        |
| 1988年 | 大陸行           |        |
| 1988年 | 隔壁班的男生     |        |
| 1988年 | 嘩鬼學校         |        |
| 1989年 | 校園青春樂       |        |
| 1989年 | 青春派對         |        |
| 1990年 | 壯志豪情         |        |
| 1990年 | 成功嶺２全面出擊 |        |
| 1990年 | 七月鬼門開       |        |
| 2020年 | 練愛iNG          | 宋逸民 |

## 舞台剧
- 2010年 舞台劇 2010愛在四月天
- 2014年 舞台劇 2014愛在四月天《微愛時代》

## 音樂作品

### 专辑
| 年份   | 唱片公司 | 專輯名稱     | 曲目 |
| ------ | -------- | ------------ | --- |
| 1990年 | 可登唱片 | 爱让我更寂寞 | 曲目 1. 最熟悉 2. 年少的手 3. 當我們都愛上你 4. 不要太早愛上我 5. 下雨城市情                                                                           |
| 2012年 | 美樂帝   | 唱情歌       | 曲目 1. 兄弟(宋逸民.宋達民合唱) 2. 有愛的所在 3. 對你唱情歌 4. 無暝無日 5. 思念的氣味 6. 長頭鬃 7. 愛重來(國) 8. 幸福的方向(國) 9. 兩條心 10. 再活一次 |

## 外部連結
- 宋逸民的Facebook專頁
- 宋逸民和陳維齡的幸福生活的Facebook專頁 （页面存档备份，存于）
- 宋逸民的新浪微博
- 宋逸民在互联网电影资料库（IMDb）上的資料（英文）
- 宋逸民在香港影庫上的簡介
- 宋逸民在豆瓣上的资料（简体中文）
- 宋逸民在时光网上的簡介（简体中文）